# Atac a la base aèria de Mil·lerovo
|  | Aquest article es refereix a esdeveniments derivats de la Invasió russa d'Ucraïna del 2022. |

L'atac a la base aèria de Mil·lerovo tingué lloc el 25 de febrer de 2022 en Míl·lerovo, Rússia durant la invasió russa d'Ucraïna de 2022. Segons alguns funcionaris ucraïnesos, les forces militars ucraïneses van atacar la base aèria de Mil·lerovo amb míssils OTR-21 Totxka, destruint diversos avions de la Força Aèria Russa i incendiant la base aèria.
L'atac, sobre el qual les Forces Armades d'Ucraïna no es van pronunciar oficialment, es va llançar en resposta al bombardeig de ciutats ucraïneses per part de les forces russes. També es va informar que diverses persones van resultar ferides, i almenys un Sukhoi Su-30 va ser destruït, dos segons les fonts ucraïneses.